# Jamshedpur
Jámshedpur (en hindi: जमशेदपुर, conocida como la ciudad acero, Tatanagar o simplemente Tata) es la aglomeración urbana más grande en el estado Jharkhand al este de la India. Su área es de 149,23 km² y su población es de 1.135.000.
Jamshedpur se ubica a 135 m sobre el nivel del mar.
Jámshedpur fue declarada la séptima ciudad más limpia de la India en el año 2010 según una encuesta realizada por el Gobierno nacional. En una encuesta realizada en el año 2007, Jámshedpur fue declarada la séptima ciudad más rica del país. La encuesta se realizó en base al porcentaje de la población cuyo ingreso anual es más de un millón de rupias. Se ha predicho que la ciudad es la número 84 de más rápido crecimiento en el mundo para el periodo 2006-2020. Jámshedpur ha sido seleccionada como una de las ciudades para el Pacto Mundial de las Ciudades del Programa Piloto de las Naciones Unidas, la única en la India, así como del todo sudeste asiático.

## Toponimia
En 1919 Frederic Thesiger nombró la ciudad «Jamshedpur» en honor de su fundador Jamsetji Tata, quien nació el 3 de marzo como el día de fundación de la ciudad y que visionó una gran ciudad en esa región.
Jamshedpur tiene varios apodos como «ciudad acero», «ciudad verde», «ciudad limpia». En algún momento se conoció como «Kalimati», que significa «suelo negro».

## Clima
Jámshedpur tiene una temperatura tropical y su clima es variado, húmedo y seco de acuerdo a la estación. El verano comienza a principios o mediados de marzo y puede llegar a ser muy caluroso en los meses de mayo y junio, alcanzado temperaturas entre los 35C y 47C su clima más bajo es en invierno con 8C. Las lluvias son en promedio de 1200 mm al año.
| Parámetros climáticos promedio de Jamshedpur | Parámetros climáticos promedio de Jamshedpur | Parámetros climáticos promedio de Jamshedpur | Parámetros climáticos promedio de Jamshedpur | Parámetros climáticos promedio de Jamshedpur | Parámetros climáticos promedio de Jamshedpur | Parámetros climáticos promedio de Jamshedpur | Parámetros climáticos promedio de Jamshedpur | Parámetros climáticos promedio de Jamshedpur | Parámetros climáticos promedio de Jamshedpur | Parámetros climáticos promedio de Jamshedpur | Parámetros climáticos promedio de Jamshedpur | Parámetros climáticos promedio de Jamshedpur | Parámetros climáticos promedio de Jamshedpur |
| Mes                                          | Ene.                                         | Feb.                                         | Mar.                                         | Abr.                                         | May.                                         | Jun.                                         | Jul.                                         | Ago.                                         | Sep.                                         | Oct.                                         | Nov.                                         | Dic.                                         | Anual                                        |
| -------------------------------------------- | -------------------------------------------- | -------------------------------------------- | -------------------------------------------- | -------------------------------------------- | -------------------------------------------- | -------------------------------------------- | -------------------------------------------- | -------------------------------------------- | -------------------------------------------- | -------------------------------------------- | -------------------------------------------- | -------------------------------------------- | -------------------------------------------- |
| Temp. máx. media (°C)                        | 24                                           | 27                                           | 32                                           | 40                                           | 47                                           | 42                                           | 31                                           | 31                                           | 30                                           | 30                                           | 27                                           | 24                                           | 30                                           |
| Temp. mín. media (°C)                        | 14                                           | 16                                           | 21                                           | 25                                           | 27                                           | 27                                           | 26                                           | 26                                           | 25                                           | 22                                           | 18                                           | 13                                           | 22                                           |
| Precipitación total (mm)                     | 10.9                                         | 13.2                                         | 19.3                                         | 17.8                                         | 54.9                                         | 172.7                                        | 230.9                                        | 252.7                                        | 165.9                                        | 54.6                                         | 8.6                                          | 5.8                                          | 1007.4                                       |
| Fuente: Weatherbase and MSN Weather          |                                              |                                              |                                              |                                              |                                              |                                              |                                              |                                              |                                              |                                              |                                              |                                              |                                              |

## Economía
Más información:Economía e Industria de Jamshedpur.
Jámshedpur es el mayor conglomerado urbano en el estado de Jharkhand y es también el más industrializado. Esta ciudad sirve como punto de referencias para otras ciudades del país, ya que las mayores empresas tienen una sede aquí
Hoy Jámshedpur tiene una gran variedad de productos como el acero, vehículos, cemento, energía, equipos de construcción, equipos industriales, motores.